# Rivière aux Sables (rivière Mistouk)
Pour les articles homonymes, voir Rivière Au Sable.
La rivière aux Sables est un affluent du lac Labrecque. Ce ruisseau coule sur la rive Nord-Ouest du fleuve Saint-Laurent, dans les municipalités de Lamarche et de Labrecque, dans la municipalité régionale de comté (MRC) de Lac-Saint-Jean-Est, dans la région administrative de Saguenay-Lac-Saint-Jean, dans la Province de Québec, au Canada.

## Géographie
Le ruisseau est tributaire du lac à Mariette.
Les principaux bassins versants voisins de la rivière aux Sables sont :
- Côté nord : Lac des Habitants, lac Tchitogama, rivière Péribonka, rivière Brûlée ;
- Côté est : Rivière des Habitants, ruisseau Turcotte, ruisseau Dallaire, ruisseau de l’Appui, rivière des Aulnaies, rivière Shipshaw, rivière à l'Ours, lac La Mothe ;
- Côté sud : Lac Labrecque, rivière Mistouk, ruisseau Damas, rivière Saguenay ;
- Côté ouest : rivière Mistouk, le Petit Mistouk, rivière aux Chicots, rivière à la Pipe, rivière aux Harts, rivière Péribonka, rivière Taillon, lac Saint-Jean.

À partir du lac à Mariette le ruisseau coule sur environ 16 km vers le sud jusqu'à son embouchure dans le lac Labrecque dans Labrecque. La rivière aux Sables se déverse sur la rive Nord du lac Labrecque où bout de la presqu’île dont les deux baies connexes comportent plusieurs dizaines de chalets. Ce lac se déverse dans la rivière Mistouk qui conflue avec la Grande Décharge un affluent de la rivière Saguenay qui se déverse dans l'estuaire du Saint-Laurent.

## Toponymie
Jadis, ce cours d’eau était désigné « Ruisseau du Banc de Sables ».
Le toponyme de « rivière aux Sables » a été officialisé le 2 avril 1981 à la Banque des noms de lieux de la Commission de toponymie du Québec.